# Ilie Ciuclea
Ilie Ionel Ciuclea (n. 19 februarie 1944, Hîncești, România, Hâncești, Republica Moldova) este un om de afaceri și politician român, ales senator din partea Partidului Social Democrat (PSD). Ilie Ionel Ciuclea a fost validat ca senator pe data de 30 iunie 2008 când l-a înlocuit pe senatorul Sorin Mircea Oprescu. El este patron al clubului de fotbal Daco-Getica București și al firmei de salubritate Supercom.